# Пам'ятки культурної спадщини Скориківської громади
У статті наведений перелік об'єктів культурної спадщини Скориківської громади Тернопільського району Тернопільської области України.

## Пам'ятки археології
| 1  | Курганне поховання Лисичинці І | підкарпатська культура шнурової кераміки (ХІХ – XVI ст. до. н. е.)                                                                   | с. Лисичинці, урочище Могила                                                                                                  |      | Рішення виконкому Тернопільської обласної ради від 14.07.1989 № 162               |                  |                                           |                            |      |                                                                     |
| 2  | Поселення Кошляки І            | давньоруський час (ХІІ — ХІІІ ст.)                                                                                                   | с. Кошляки, 800 м на південь від села, на мисі, утвореному правим берегом р. Гнила та лівим берегом безіменного струмка       | 1498 | Наказ управління культури обласної державної адміністрації від 27.01.2010 № 16    |                  |                                           |                            |      |                                                                     |
| 3  | Поселення Нове Село І          | давньоруський час (Х-ХІІІ ст.) | с. Нове Село, 0,5 км на південь від села, на правому березі р. Самчик, на мисоподібному пагорбі зліва від дороги на с. Козярі | 1281 | Наказ управління культури обласної державної адміністрації від 27.01.2010 № 16    |                  |                                           |                            |      |                                                                     |
| 4  | Поселення Нове Село ІІ         | черняхівська культура (ІІІ — IV ст. н. е.)                                                                                           | с. Нове Село, східна околиця села                                                                                             | 2710 | Наказ управління культури обласної державної адміністрації від 18.10.2005 № 112   |                  |                                           |                            |      |                                                                     |
| 5  | Поселення Нове Село ІІІ        | давньоруський час (Х-ХІІІ ст.) | с. Нове Село, східна околиця                                                                                                  | 2711 | Рішення виконкому Тернопільської обласної ради від 14.07.1989 № 162               |                  |                                           |                            |      |                                                                     |
| 6  | Поселення Пальчинці І          | черняхівська культура (ІІІ- IV ст. н. е.)                                                                                            | с. Пальчинці, за 1,2 км на південний схід від села, по лівому березі струмка, що впадає у р. Збруч                            | 2714 | Розпорядження голови Тернопільської облдержадміністрації від 26.05.1997 № 209     |                  |                                           |                            |      |                                                                     |
| 7  | Поселення Пеньківці І          | черняхівська культура (ІІІ- IV ст. н. е.); давньоруський час (ХІІ-ХІІІ ст.)                                                          | с. Пенківці, північно-західні околиці села, по лівому березі р. Самець                                                        | 1880 | Наказ управління культури обласної державної адміністрації від 26.06.2012 № 97    |                  |                                           |                            |      |                                                                     |
| 8  | Поселення Пеньківці ІІ         | ранньозалізний час (І тис. до н. е.); ранньослов’янський час (ІІІ ст. до н. е. – І ст. н. е.)                                        | с. Пенківці, північно-західні околиці села, по лівому березі р. Самець, на підвищеному плато.                                 | 1881 | Наказ управління культури обласної державної адміністрації від 26.06.2012 № 97    |                  |                                           |                            |      |                                                                     |
| 9  | Поселення Скорики І            | комарівсько-тшинецька культура (XV – ХІІ ст. до н.е.); черняхівська культура (ІІІ- IV ст. н. е.), давньоруський час (ХІІ – ХІІІ ст.) | с. Скорики, східні околиці села, лівий берег ставу                                                                            | 1341 | Наказ управління культури обласної державної адміністрації від 27.01.2010 № 16    |                  |                                           |                            |      |                                                                     |
| 10 | Поселення Терпилівка І         | черняхівська культура (ІІІ- IV ст. н. е.)                                                                                            | с. Терпилівка, 100 м на схід від східних околиць села, І – ІІ надзаплавні тераси правого берега р. Вовчок                     | 1499 | Наказ управління культури обласної державної адміністрації від 27.01.2010 № 16 11 | Поселення Токи І | черняхівська культура (ІІІ- IV ст. н. е.) | с. Токи, урочище Пастівник | 2722 | Рішення виконкому Тернопільської обласної ради від 14.07.1989 № 162 |
| 12 | Могильник Токи ІІ              | черняхівська культура (ІІІ- IV ст. н. е.)                                                                                            | с. Токи, урочище Пастівник, правий берег Збруча, територія колгоспної ферми                                                   | 2723 | Рішення виконкому Тернопільської обласної ради від 14.07.1989 № 162               |                  |                                           |                            |      |                                                                     |

## Пам'ятки архітектури
| №   | Назва                                  | Дата    | Адреса        | Охоронний номер | Документ про взяття на облік                                |
| --- | -------------------------------------- | ------- | ------------- | --------------- | ----------------------------------------------------------- |
| 1.  | Церква Різдва св. Марії (мур.)         | 1899 р. | с. Воробіївка | 1659            | рішення Тернопільського облвиконкому від 31.03.1992 р. № 30 |
| 2.  | Церква Покрови (мур.)                  | 1901 р. | с. Гнилиці    | 1660            | рішення Тернопільського облвиконкому від 31.03.1992 р. № 30 |
| 3.  | Церква Іоанна Богослова (мур.)         | 1886 р. | с. Гнилички   | 1661            | рішення Тернопільського облвиконкому від 31.03.1992 р. № 30 |
| 4.  | Церква св. Трійці (мур.)               | 1784 р. | с. Голотки    | 1662            | рішення Тернопільського облвиконкому від 31.03.1992 р. № 30 |
| 5.  | Церква Пресвятої Діви Марії (мур.)     | 1911 р. | с. Климківці  | 1671            | рішення Тернопільського облвиконкому від 31.03.1992 р. № 30 |
| 6.  | Церква св. Дмитрія (дер.)              | 1775 р. | с. Козярі     | 1670            | рішення Тернопільського облвиконкому від 31.03.1992 р. № 30 |
| 7.  | Церква Покрови (дер.)                  | 1862 р. | с. Медин      | 1676            | рішення Тернопільського облвиконкому від 31.03.1992 р. № 30 |
| 8.  | Церква св. Михаїла (мур.)              | 1790 р. | с. Нове село  | 1680            | рішення Тернопільського облвиконкому від 31.03.1992 р. № 30 |
| 9.  | Церква св. Михаїла (мур.)              | 1899 р. | с. Пальчинці  | 1682            | рішення Тернопільського облвиконкому від 31.03.1992 р. № 30 |
| 10. | Церква Йоана Богослова (дер.)          | 1700 р. | с. Скорики    | 1595            | постанова Ради Міністрів УРСР від 06.09.1979 р. № 442       |
| 11. | Церква Вознесіння (мур.)               | 1790 р. | с. Сухівці    | 1687            | рішення Тернопільського облвиконкому від 31.03.1992 р. № 30 |
| 12. | Церква Преображення Господнього (мур.) | 1902 р. | с. Токи       | 1691            | рішення Тернопільського облвиконкому від 31.03.1992 р. № 30 |
| 13. | Замок (мур.)                           | XVI ст. | с. Токи       | 1698            | рішення Тернопільського облвиконкому від 31.03.1992 р. № 30 |
| 14. | Церква св. Юрія (мур.)                 | 1790 р. | с. Шельпаки   | 1697            | рішення Тернопільського облвиконкому від 31.03.1992 р. № 30 |

## Пам'ятки історії
| №  | Назва | Дата                    | Адреса | Охоронний номер | Документ про взяття на облік                                                                      |
| -- | --- | ----------------------- | --- | --------------- | ------------------------------------------------------------------------------------------------- |
| 1  | Пам'ятний знак (насип курганного типу) Українським Січовим Стрільцям                                                                                    | 1992 р.                 | с. Воробіївка, біля церкви                                                                                          | 1732            | Наказ управління культури Тернопільської обласної державної адміністрації від 18.10.2005 р. № 112 |
| 2  | Пам’ятний знак воїнам-землякам, які загинули в роки Другої світової війни                                                                               | 1967 р.                 | с. Гнилиці, вул. Медова, біля фельдшерсько-акушерського пункту                                                      | 571             | Рішення виконкому Тернопільської обласної ради від 22.03.1971 р. № 147                            |
| 3  | Пам’ятний знак воїнам-землякам, які загинули в роки Другої світової війни                                                                               | 1967 р.                 | с. Голотки, вул. Шевченка, роздоріжжя біля будинку культури, бібліотеки                                             | 485             | Рішення виконкому Тернопільської обласної ради від 22.03.1971 р. № 147                            |
| 4  | Пам’ятний знак воїнам-землякам, які загинули в роки Другої світової війни                                                                               | 1985 р.                 | с. Климківці, вул. Віри Савич, центр                                                                                | 995             | Рішення виконкому Тернопільської обласної ради від 26.08.1986 р. № 250                            |
| 5  | Братська могила розстріляних в Збаразькій тюрмі (3 чол.)                                                                                                |                         | с. Кошляки, вул. Зелена, кладовище                                                                                  | 1738            | Наказ управління культури Тернопільської обласної державної адміністрації від 18.10.2005 р. № 112 |
| 6  | Братська могила воїнів Української Повстанської Армії (Козак С., Шкільняк П., Шевчук Р., Грегоращук Б.)                                                 |                         | с. Кошляки, вул. Зелена, кладовище, 3 могила від входу, напроти символічного кургану                                | 1737            | Наказ управління культури Тернопільської обласної державної адміністрації від 18.10.2005 р. № 112 |
| 7  | Пам’ятний знак воїнам-землякам, які загинули в роки Другої світової війни                                                                               | 1965 р.                 | с. Кошляки, вул. Шевченка, біля церкви                                                                              | 489             | Рішення виконкому Тернопільської обласної ради від 22.03.1971 р. № 147                            |
| 8  | Пам’ятний знак воїнам-землякам, які загинули в роки Другої світової війни                                                                               | 1966 р.                 | с. Лисичинці, вул. Шевченка, парк біля сільської ради                                                               | 759             | Рішення виконкому Тернопільської обласної ради від 22.03.1971 р. № 147                            |
| 9  | Братська могила 2 воїнів Української Повстанської Армії (Кіпибіда В.О. "Хмара", Живчик Є.П. "Грім"), які загинули в будинку жителя села Марищака Василя |                         | с. Лисичинці, третє кладовище, перший ряд, 100 м на пд-зх від церкви. N49°40.930'; Е26°0.069'                       | 1739            | Наказ управління культури Тернопільської обласної державної адміністрації від 18.10.2005 р. № 112 |
| 10 | Пам’ятний знак воїнам-землякам, які загинули в роки Другої світової війни                                                                               | 1967 р.                 | с. Лозівка | 492             | Рішення виконкому Тернопільської обласної ради від 22.03.1971 р. № 147                            |
| 11 | Пам’ятний знак воїнам-землякам, які загинули в роки Другої світової війни                                                                               | 1970 р.                 | с. Медин, роздоріжжя біля будинку культури, біля ставка                                                             | 494             | Рішення виконкому Тернопільської обласної ради від 22.03.1971 р. № 147                            |
| 12 | Братська могила воїнів Української Повстанської Армії (приблизно 100 чол.) з пам’ятним знаком                                                           |                         | с. Нове Село | 1741            | Наказ управління культури Тернопільської обласної державної адміністрації від 18.10.2005 р. № 112 |
| 13 | Братська могила воїнів Радянської армії. Могили воїнів Радянської армії. Могили радянських партійних активістів                                         | 1959 р. 1959 р. 1959 р. | с. Нове Село, військове кладовище, біля сільського кладовища                                                        | 495             | Рішення виконкому Тернопільської обласної ради від 22.03.1971 р. № 147                            |
| 14 | Пам’ятник воїнам Радянської армії | 1960 р., 1980-ті рр.    | с. Нове Село, у 1980-х роках перенесено на територію братських могил біля сільського кладовища (ох. № 495           | 760             | Рішення виконкому Тернопільської обласної ради від 22.03.1971 р. № 147                            |
| 15 | Пам’ятний знак воїнам-землякам, які загинули в роки Другої світової війни                                                                               | 1966 р.                 | с. Нове Село, центр,школа                                                                                           | 496             | Рішення виконкому Тернопільської обласної ради від 22.03.1971 р. № 147                            |
| 16 | Пам’ятний знак воїнам-землякам, які загинули в роки Другої світової війни                                                                               | 1966 р.                 | с. Пальчинці, вул. Шевченка, біля школи                                                                             | 500             | Рішення виконкому Тернопільської обласної ради від 22.03.1971 р. № 147                            |
| 17 | Братська могила воїнів Української Повстанської Армії (Боднарчук З., Побідинський Я.)                                                                   |                         | с. Пальчинці, вул. Шевченка, кладовище, 130 м на північний-захід від входу, 5 ряд від річки. N49º40.760, Е26º14.093 | 1745            | Наказ управління культури Тернопільської обласної державної адміністрації від 18.10.2005 р. № 112 |
| 18 | Могила воїна Української Галицької Армії Геруса Матвія                                                                                                  |                         | с. Скорики, вул. Б. Хмельницького, старе кладовище, неподалік входу, 5 ряд, 30 м на південний-захід від гробівця    | 1763            | Розпорядження Представника Президента України в Тернопільській області від 25.06.1992 р. № 148    |
| 19 | Пам’ятний знак воїнам-землякам, які загинули в роки Другої світової війни                                                                               | 1967 р.                 | с. Скорики, вул. Б. Хмельницького, центр, роздоріжжя біля дерев'яної церкви і сільської ради                        | 506             | Рішення виконкому Тернопільської обласної ради від 22.03.1971 р. № 147                            |
| 20 | Пам’ятний знак воїнам-землякам, які загинули в роки Другої світової війни                                                                               | 1964 р.                 | с. Терпилівка | 510             | Рішення виконкому Тернопільської обласної ради від 22.03.1971 р. № 147                            |
| 21 | Поховання (12 чол.) воїнів Української Повстанської Армії                                                                                               |                         | с. Терпилівка, закрите кладовище                                                                                    | 1751            | Наказ управління культури Тернопільської обласної державної адміністрації від 18.10.2005 р. № 112 |
| 22 | Гробівець родини Герасимовичів (батько Герасимович В. та дочка Когут Г.)                                                                                |                         | с. Терпилівка, кладовище                                                                                            | 1752            | Наказ управління культури Тернопільської обласної державної адміністрації від 18.10.2005 р. № 112 |
| 23 | Будинок, у якому розташовувався штаб 1-го Українського Фронту                                                                                           |                         | с. Токи, вул. Сліпа, 50, садиба гр. Марчука Григорія Васильовича                                                    | 1765            | Рішення виконкому Тернопільської обласної ради від 25.10.1988 р. № 243                            |
| 24 | Могила і пам’ятник о. Качалі Степану | 1888 р.                 | с. Шельпаки, вул. Шевченка, кладовище, 4 ряд, 6 могила від входу. N49° 40.205' E26° 1.256'                          | 1767            | Розпорядження Голови Тернопільської обласної державної адміністрації від 26.05.1997 р. № 209      |

## Пам'ятки монументального мистецтва
| № | Назва                                                                            | Дата    | Адреса                                                    | Охоронний номер | Документ про взяття на облік                                                                   |
| - | -------------------------------------------------------------------------------- | ------- | --------------------------------------------------------- | --------------- | ---------------------------------------------------------------------------------------------- |
| 1 | Пам’ятник поету, письменнику, художнику Шевченку Тарасу Григоровичу              | 1990 р. | с. Кошляки                                                | 1316            | Розпорядження Представника Президента України в Тернопільській області від 25.06.1992 р. № 148 |
| 2 | Пам’ятник поету, письменнику, художнику Шевченку Тарасу Григоровичу              | 1957 р. | с. Лисичинці, вул. Шевченка, біля сільради                | 575             | Рішення виконкому Тернопільської обласної ради від 22.03.1971 р. № 147                         |
| 3 | Пам’ятник поету, письменнику, художнику Шевченку Тарасу Григоровичу              | 1961 р. | с. Лозівка                                                | 516             | Рішення виконкому Тернопільської обласної ради від 22.03.1971 р. № 147                         |
| 4 | Пам’ятник поету, громадському діячу Франку Івану Яковичу                         | 1966 р. | с. Нове Село                                              | 518             | Рішення виконкому Тернопільської обласної ради від 22.03.1971 р. № 147                         |
| 5 | Пам’ятник державному і військовому діячу, гетьману України Хмельницькому Богдану | 1963 р. | с. Скорики, вул. Б. Хмельницького, біля будинку культури  | 526             | Рішення виконкому Тернопільської обласної ради від 22.03.1971 р. № 147                         |
| 6 | Пам’ятник поету, письменнику, художнику Шевченку Тарасу Григоровичу              | 1963 р. | с. Шельпаки, вул. Шевченка, напроти школи, головна дорога | 965             | Рішення виконкому Тернопільської обласної ради від 22.03.1971 р. № 147                         |